# 増渕宗一
増渕 宗一（ますぶち そういち、1939年 - ）は、日本の美学者、日本女子大学名誉教授。日本人形玩具学会副代表、軽井沢文化遺産保存会会長。東京都生まれ。

## 略歴
- 1967年、東京大学大学院修了(美学美術史専攻)
- 東京大学文学部助手、日本女子大学講師、同助教授を経て、日本女子大学校人間社会学部教授[3]。
- 2010年、定年退任、日本女子大学人間社会学部名誉教授。

## 著作
- 『人形と情念』勁草書房 現代美学双書 1982
- 『リカちゃんの少女フシギ学』新潮社 1987
- 『リカちゃんハウスの博覧会―マイホーム・ドリームの変遷』INAX、1989年。ISBN 978-4872755305。
- 『ちびまる子ちゃん大研究』日本放送出版協会 1991
- 『永遠のリカちゃん』みくに出版 1992
- 『かわいい症候群』日本放送出版協会 1994
- 『禁断の百年王国 少女人形論』講談社 1995
- 『茶道と十字架』角川書店 角川選書 1996、オンデマンド版2009
- 『東西喫茶文化論 形象美学の視点から』淡交社 1999